# USS San Diego (LPD-22)
Pour les articles homonymes, voir USS San Diego.
L’ USS San Diego (LPD-22) est un Landing Ship Dock de classe San Antonio. Il est le quatrième navire de l’United States Navy à porter le nom de San Diego, en Californie.

## Construction
Le secrétaire à la Marine Gordon R. England a nommé le navire USS San Diego le 30 avril 2004, déclarant :

« San Diego abrite un grand nombre de navires de la flotte du Pacifique. Pendant des décennies, les marins et les Marines de notre pays ont commencé à servir l’Amérique dans des camps d’entraînement à San Diego. Des milliers de familles de militaires et d’anciens combattants sont tombés amoureux de la région et ont la chance de vivre et de travailler à San Diego. L’USS San Diego projettera la puissance américaine aux quatre coins de la terre et soutiendra la cause de la liberté jusqu’au 21ème siècle. »

La ville abrite la base navale de San Diego, la plus grande base de la marine dans le Pacifique, et le Marine Corps Recruit Depot San Diego, le centre de formation des recrues du Corps des Marines des États-Unis de la côte ouest.
La quille de l'USS San Diego a été posée le 23 mai 2007 au chantier naval Ingalls Shipbuilding de Northrop Grumman à Pascagoula, Mississippi. Il a été lancé le 7 mai 2010 et baptisé le 12 juin. Sa marraine était Linda Winter, l’épouse de l’ancien secrétaire à la Marine Donald C. Winter,.
Le 1er octobre 2011, il a été annoncé que l’USS San Diego avait terminé ses essais constructeur, y compris les tests de ses systèmes défensifs, de communication, de propulsion et d’autres systèmes auxiliaires. Il ne restait plus, avant la livraison, que la réparation des problèmes survenus lors des essais constructeur, et ensuite les essais d'acceptation par la marine. Les essais d’acceptation se sont achevés le 17 novembre, avant sa livraison à la Marine le 19 décembre.
L'USS San Diego a quitté Pascagoula le 15 mars 2012 et est arrivé à la base navale de la baie de Guantánamo, à Cuba, le 19 mars pour une escale de trois jours, avant de reprendre sa route vers San Diego. L’USS San Diego a traversé le canal de Panama le 25 mars. Il arrive à San Diego le 6 avril. L’USS San Diego a été mis en service le 19 mai 2012, lors d’une cérémonie au Navy Pier (à côté du musée de l’USS Midway) à San Diego.

## Histoire opérationnelle

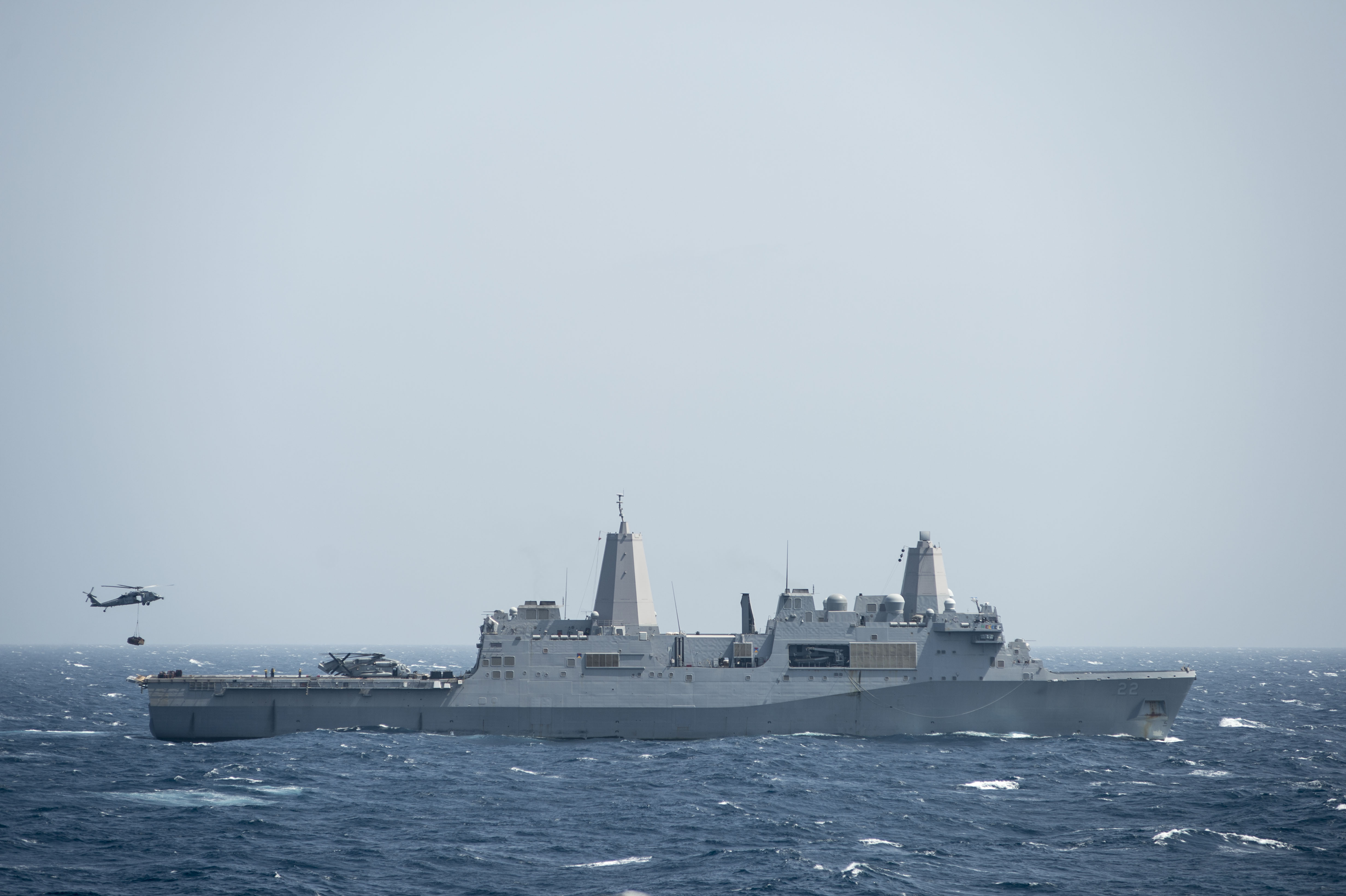
L’USS San Diego (LPD-22) en mer Rouge en octobre 2014.

À la fin de 2014, l’USS e San Diego a opéré avec le groupe amphibie de l’Makin Island dans la zone de la cinquième flotte des États-Unis.
Le 17 juillet 2020, le San Diego Union-Tribune a rapporté que des marins de l’USS San Diego avaient déclaré, sous couvert d’anonymat, qu’au moins cinq marins de leur navire avaient été testés positifs au Covid-19 au cours des jours précédents. Les marins avaient été interrogés par l’Union-Tribune probablement au sujet d’un incendie à bord du navire d'assaut amphibie USS Bonhomme Richard. En réponse, un porte-parole de la Marine a confirmé que deux marins qui faisaient partie des équipes de lutte contre les incendies avaient été testés positifs au virus.
Les deux marins avaient présenté des symptômes de la maladie. L’un faisait partie d’une équipe luttant contre l’incendie et l’autre avait agi comme soutien. Un marin qui a combattu dans l’incendie a déclaré que l’incendie avait détruit une grande partie de l’équipement de lutte contre l’incendie de l’USS Bonhomme Richard, de sorte que l’équipement des navires voisins, y compris celui de l’USS San Diego, a été utilisé à la place, et les marins luttant contre l’incendie avaient souvent échangé leur équipement les uns avec les autres. En outre, 27 cas contacts ont été identifiés et placés en quarantaine.